# Königstetten
Königstetten est une commune autrichienne du district de Tulln en Basse-Autriche.